# روایتی از یک زندگی آلمانی (فیلم ۱۹۷۷)
روایتی از یک زندگی آلمانی (آلمانی: Aus einem deutschen Leben) به زندگی رودولف هوس می‌پردازد که افسر اس‌اس بود فرمانده اردوگاه کار و مرگ آشویتس. کارگردانی این فیلم قوی را تئودور کوتولا برعهده داشت.